# Federazione cestistica dell'Iran
La Federazione di Pallacanestro della Repubblica Islamica dell'Iran è l'ente che controlla e organizza la pallacanestro in Iran.
È stata fondata nel 1945 e dal 1947 è affiliata alla FIBA.
L'attuale presidente è Ramin Tabatabaei.

## Presidenti
- Mahmoud Mashhoun (1979-1980)
- Ali Moghaddasian (1980-1985)
- Nasser Biglari (1985-1989)
- Mahmoud Mashhoun (1989-1994)
- Mehrdad Agin (1994-1997)
- Ali Ghazanfari (1997-2002)
- Mahmoud Mashhoun (2002-2017)
- Ramin Tabatabaei (2018-Presente)